# Ann Hearn
Ann Hearn, pseudonimo di Ann Neel Simons (Griffin, 27 giugno 1953), è un'attrice statunitense.
È sposata dal 1988 con l'attore Stephen Tobolowsky da cui ha avuto due figli.

## Filmografia parziale

### Cinema
- Viaggiatore nel tempo (Time Walker), regia di Tom Kennedy (1982)
- Sotto accusa (The Accused), regia di Jonathan Kaplan (1988)
- L'olio di Lorenzo (Lorenzo's Oil), regia di George Miller (1992)
- Nata ieri (Born Yesterday), regia di Luis Mandoki (1993)

### Televisione
- La signora in giallo (Murder, She Wrote) – serie TV, 2 episodi (1994-1995)
- E.R. - Medici in prima linea (ER) – serie TV, 1 episodio (1997)
- Rizzoli & Isles – serie TV, episodio 5x05 (2014)

## Doppiatrici italiane
- Tiziana Avarista ne L'olio di Lorenzo
- Franca D'Amato ne La signora in giallo (ep.10x18)
- Alessandra Korompay ne La signora in giallo (ep.12x10)